# Aimé Ndizeye
Aimé Falès Ndizeye (* 2. Februar 2002 in Bujumbura) ist ein burundischer Fußballspieler auf der Position eines Torwarts. Seit zumindest dem Sommer 2018 steht er im Aufgebot des burundischen Erstligisten Aigle Noir FC de Makamba.

## Vereinskarriere
Aimé Ndizeye spielte in seiner Heimat für den Erstligisten Aigle Noir FC de Makamba, der sich nach der Saison 2014/15 die Lizenzen des Rusizi FC gesichert hatte und seit 2015/16 in der höchsten Spielklasse des Landes antritt, als er sein Debüt in der burundischen Nationalmannschaft gab. Seine bislang erfolgreichste Saison absolvierte Ndizeye 2018/19, als er mit Aigle Noir überlegen burundischer Meister und Pokalsieger wurde. Weiters gewann er mit seiner Mannschaft auch die Super Coupe 2019, den burundischen Superpokal. Auch in der nachfolgenden Spielzeit 2019/20 gehörte er der Mannschaft an und belegte mit dieser im Endklassement den dritten Tabellenplatz. Während dieser Spielzeit machte er auch erste Bekanntschaft mit dem A-Nationalteam seines Heimatlandes. In der Saison 2020/21 gehört er ebenfalls Aigle Noir an.

## Nationalmannschaftskarriere
Während seiner Zeit beim Aigle Noir FC de Makamba kam Ndizeye zu seinem Debüt in der burundischen U-20- und der burundischen A-Nationalmannschaft. So war er das jüngste Mitglied des 21-köpfigen burundischen Spieleraufgebots bei der U-20-Afrikameisterschaft 2019 in Niger. Anlässlich des Bangabandhu Cups des Jahres 2020 wurde er von Joslin Bipfubusa in das burundische Aufgebot geholt und kam beim im Januar 2020 stattfindenden Turnier in allen vier Länderspielen seines Heimatlandes zum Einsatz. Nach Siegen über die Seychellen und Mauritius zog Burundi ins Halbfinales des Turniers ein. Nachdem Burundi in diesem Bangladesch deutlich mit 3:0 bezwungen hatte, unterlag das Team erst im Finale Palästina mit 1:3. Bis dato (Stand: 15. Februar 2021) kam Ndizeye in mindestens vier Länderspielen für sein Heimatland zum Einsatz.

## Erfolge
mit dem Aigle Noir FC de Makamba
- 1 × Burundischer Meister: 2018/19
- 1 × Burundischer Pokalsieger: 2018/19
- 1 × Burundischer Superpokalsieger: 2019